# San Timoteo
San Timoteo es una población del estado Zulia, Venezuela. Es capital del municipio Baralt y de la Parroquia San Timoteo del mismo.

## Ubicación
San Timoteo se encuentra a orillas del lago de Maracaibo, el cual se encuentra al oeste de la población, Mene Grande al este, el río Misoa al norte y el río Motatán de los Negros al sur.

## Zona Residencial
Originalmente uno de los pueblos de agua indígenas del Zulia, hoy San Timoteo es una pequeña ciudad con sectores y calles bien definidos. En ella se encuentra un patio de tanques y un muelle destinado a la industria petrolera. Desde 1917 funcionó allí la refinería San Lorenzo, la primera construida en Venezuela por la Caribbean Petroleum Co.
San Timoteo está separado de Mene Grande por una carretera asfaltada de 15 km, a lo largo de la cual se ubican varios pueblos, como La Línea, Kilómetro 12, La Jurunga, 5 de Julio, entre otros.

## Clima
El clima es caluroso y seco, con una precipitación promedio anual de 1000 mm.
| Parámetros climáticos promedio de San Timoteo, Venezuela | Parámetros climáticos promedio de San Timoteo, Venezuela | Parámetros climáticos promedio de San Timoteo, Venezuela | Parámetros climáticos promedio de San Timoteo, Venezuela | Parámetros climáticos promedio de San Timoteo, Venezuela | Parámetros climáticos promedio de San Timoteo, Venezuela | Parámetros climáticos promedio de San Timoteo, Venezuela | Parámetros climáticos promedio de San Timoteo, Venezuela | Parámetros climáticos promedio de San Timoteo, Venezuela | Parámetros climáticos promedio de San Timoteo, Venezuela | Parámetros climáticos promedio de San Timoteo, Venezuela | Parámetros climáticos promedio de San Timoteo, Venezuela | Parámetros climáticos promedio de San Timoteo, Venezuela | Parámetros climáticos promedio de San Timoteo, Venezuela |
| Mes                                                      | Ene.                                                     | Feb.                                                     | Mar.                                                     | Abr.                                                     | May.                                                     | Jun.                                                     | Jul.                                                     | Ago.                                                     | Sep.                                                     | Oct.                                                     | Nov.                                                     | Dic.                                                     | Anual                                                    |
| -------------------------------------------------------- | -------------------------------------------------------- | -------------------------------------------------------- | -------------------------------------------------------- | -------------------------------------------------------- | -------------------------------------------------------- | -------------------------------------------------------- | -------------------------------------------------------- | -------------------------------------------------------- | -------------------------------------------------------- | -------------------------------------------------------- | -------------------------------------------------------- | -------------------------------------------------------- | -------------------------------------------------------- |
| Temp. máx. media (°C)                                    | 31                                                       | 31.1                                                     | 34.5                                                     | 36.6                                                     | 36.1                                                     | 35.1                                                     | 36.8                                                     | 35                                                       | 34.9                                                     | 33.1                                                     | 33                                                       | 32.3                                                     | 34.1                                                     |
| Temp. media (°C)                                         | 26.2                                                     | 26.1                                                     | 28                                                       | 28.8                                                     | 27.8                                                     | 27.8                                                     | 28.6                                                     | 28.1                                                     | 27.6                                                     | 27.1                                                     | 27                                                       | 26.5                                                     | 27.5                                                     |
| Temp. mín. media (°C)                                    | 22                                                       | 22.1                                                     | 23.1                                                     | 24.6                                                     | 23.6                                                     | 23.5                                                     | 24                                                       | 23.9                                                     | 23.5                                                     | 22.6                                                     | 22.6                                                     | 22                                                       | 23.1                                                     |
| Precipitación total (mm)                                 | 39                                                       | 36                                                       | 46                                                       | 59                                                       | 78                                                       | 99                                                       | 106                                                      | 127                                                      | 139                                                      | 136                                                      | 116                                                      | 81                                                       | 1062                                                     |
| Días de lluvias (≥ 0.1 mm)                               | 2                                                        | 1                                                        | 3                                                        | 3                                                        | 7                                                        | 5                                                        | 7                                                        | 9                                                        | 12                                                       | 12                                                       | 10                                                       | 5                                                        | 76                                                       |
| Horas de sol                                             | 290                                                      | 281                                                      | 308                                                      | 316                                                      | 312                                                      | 312                                                      | 299                                                      | 281                                                      | 243                                                      | 216                                                      | 230                                                      | 253                                                      | 3341                                                     |
| Humedad relativa (%)                                     | 76                                                       | 76                                                       | 76                                                       | 77                                                       | 79                                                       | 80                                                       | 78                                                       | 81                                                       | 82                                                       | 81                                                       | 80                                                       | 76                                                       | 78.5                                                     |
| [cita requerida]                                         |                                                          |                                                          |                                                          |                                                          |                                                          |                                                          |                                                          |                                                          |                                                          |                                                          |                                                          |                                                          |                                                          |

## Cultura
Uno de los eventos culturales más importantes en San Timoteo es el Ritual de San Benito, el cual se celebra el 27 de diciembre de cada año, una festividad afrocatólica originaria de la costa sur del lago de Maracaibo, su celebración inicia desde la víspera al primer domingo de octubre, hasta el 6 de enero del año siguiente.

## Sitios de Referencia
- Iglesia Divino Niño Jesús.
- Patio de Tanques San Timoteo.
- Muelle San Timoteo.
- Refinería de San Lorenzo.
- Alcaldía de Baralt.
- Liceo Unidad Educativa Bolivariana Baralt.
- Casa de la Cultura.
- Cementerio municipal.